# Sredorek (vattendrag)
Sredorek (makedonska: Средорек) är ett vattendrag i Nordmakedonien.   Det rinner genom kommunen Bitola, i den sydvästra delen av landet, 100 kilometer söder om huvudstaden Skopje.